# Michael Borremans
Michaël Borremans (* 1963 Geraardsbergen) je belgický malíř. Jeho obrazy jsou obvykle realistické. Na první pohled působí neakčně a melancholicky (např. spící dívky v tlumeném světle), jsou také kvůli drobným detailům či podtextům označovány za znepokojující.
Vystudoval malířství na Hogeschool voor Wetenschap en Kunst v Gentu. Sbírky jeho obrazů jsou v Institutu umění v Chicagu či v Muzeu moderního umění v New Yorku. Žije v Gentu.